# シーパワー (雑誌)
『シーパワー』（Sea Power）は、かつて日本で刊行されていた海洋防衛誌。1982年1月に創刊号が発売され、1992年1月発売の通巻108号で休刊となった。

## 概要
古代から近現代に至る艦艇、艦載兵器、歴史上の戦闘、海上自衛隊を含む各国海軍の予算や調達状況に焦点をあてる。
創刊初年の1982年中は季刊として発刊され、1983年2月号から隔月刊に、1984年2月号からは月刊となる。本誌の月刊化に際し、当初は1983年11月発売の1984年1月号から月刊とする予定だったが、都合がつかなかったとされる。このため第3巻は第2号から始まり、第3巻第1号は欠番である。
サイズはA4変形判。カラー写真のコーナーは1985年2月号までは巻中に、1985年3月号以降は巻頭に据えている。巻号の数え方は創刊号を第1号とする通巻のほか、刊行年次と年次内の刊行数による第何巻第何号がある。
1992年3月号（通巻108号、1992年1月発売）に休刊の告知が掲載され、その告知の中でシーパワー編集部は軍事研究の別冊を出すことが記された。

## 略歴
- 1982年1月 - 季刊「シー・パワー」として創刊。号名は『春の号』。以後『初夏の号』（4月発売）、『夏の号』（6月発売）、『秋の号』（10月発売）まで発刊。発売元は（株）戦車マガジン。
- 1983年2月号 - 隔月刊となる。今号から「シーパワー頭の体操」と題したクイズコーナーが始まる。以後12月号まで発刊。
  - 2月 - 別冊第1弾『シーパワー・モノグラフ ソ連海軍』が発売される。別冊第1弾としているがシー・パワー名義、あるいはシーパワー名義の別冊としては唯一のもの。
  - 6月号 - 誌名カナ表記が"シー・パワー"から"シーパワー"へ変更される。
  - 8月号 - 発売元が（株）エアワールドとなる。
  - 10月号 - 表紙のレイアウトが刷新され、誌名の英文表記が"PACIFIC SEA POWER REVIEW"から"SEA POWER"へ変更される。
- 1984年2月号 - 月刊となる。
- 1985年3月号 - 製本の形態が中綴じから無線綴じへ変更される。
- 1988年1月号 - 発売元が（株）ジャパン・ミリタリー・レビューとなる。
- 1992年3月号 - 休刊の告知が掲載され、最終号となる。
  - 7月 - シーパワー編集部による軍事研究別冊『海軍機動部隊』が発売される。シーパワー編集部が関わった軍事研究別冊としては唯一のもの。

## 執筆陣と連載記事
以下、掲載回数が12回以上の連載記事の執筆者と記事名を、掲載開始号の上昇順に記す。
- 篠原宏
  - 「太平洋のシーパワー史 -日本とそのかかわりを探る-」 - 1982年9月号から1985年5月号まで、全20回。
- 堀元美
  - 「中国の海と船と人 -中国海事史物語-」 - 1983年2月号から1984年9月号まで。全13回。
- 梅野和夫
  - 「海軍兵器百科」 - 1983年4月号から1991年12月号まで、全95回。
- 永井喜之
  - 「撃沈!」 - 1984年2月号から最終号まで、全98回。
- 田村俊夫
  - 「中国海軍覚書」 - 1984年3月号から1985年4月号までと1987年8月号、全13回。
- 木俣滋郎
  - 「日本海軍の対潜スコアー」 - 1984年9月号から1986年1月号まで、全17回。
- 瀬名堯彦
  - 「軍艦のルーツを探る -艦種別軍艦発達史-」 - 1985年2月号から1987年3月号まで、全21回。
- 三野正洋
  - 「大海獣の闘い -戦艦vs戦艦-」 - 1985年5月号から1986年12月号まで、全20回。
  - 「地中海の戦い」 - 1987年2月号から1988年3月号まで、全14回。
  - 「大祖国戦争のソ連海軍」 - 1988年9月号から1990年2月号まで、全18回。
- 石橋孝夫（解説）
  - 「英国航空母艦70年史」 - 1987年1月号から1988年4月号まで、全16回。
  - 「英戦艦紳士録」 - 1988年5月号から1990年4月号まで、全22回。
  - 「鉄十字の旗の下に」 - 1990年5月号から1992年1月号まで、全20回。
- 菊池宏
  - 「海洋力史概説」 - 1990年9月号から最終号まで、全19回。
- 上坂廉
  - 「Sea Story」 - 1991年1月号から最終号まで、全12回。
- 神谷武久
  - 「つれづれぶね」 - 1991年1月号から最終号まで、全15回。